# Il Boemo
Il Boemo je životopisný historický film režiséra Petra Václava o hudebním skladateli Josefu Myslivečkovi, zaměřený zejména na jeho kariéru v Itálii. Kromě hudební kariéry sleduje také jeho osobní život, včetně milostných vztahů, ambicí, samoty i postupného úpadku kvůli nemoci (pravděpodobně syfilis), která poznamená závěr jeho života.
Snímek, natočený v česko-italsko-slovenské koprodukci, byl vybrán na filmový festival v San Sebastiánu, kde měl svou premiéru 19. září 2022. Premiéra v českých kinech proběhla 20. října 2022. Na přelomu let 2022 a 2023 se promítal na zahraničních festivalech v Arrasu, Káhiře, Rotterdamu, Terstu či Palm Springs. Česko také reprezentoval v kategorii Nejlepší cizojazyčný film v boji o Oscara.

## Děj filmu
Film mapuje šestnáct let Myslivečkova působení v Itálii a začíná na konci jeho života, kdy si maskou zakrývá následky nemoci, která mu zničila obličej. Pak se vrací na začátek jeho hudební kariéry, kdy se jako mladý muž roku 1763 vydává z rodné Prahy do Itálie, aby se tam stal operním skladatelem. Přestože pochází z dobře situované rodiny mlynáře, opouští zajištěné živobytí a plní si svůj sen stát se uznávaným umělcem. V Itálii bojuje s mnoha překážkami v podobě cizího prostředí, konkurence a nedostatku kontaktů. Jeho talent a tiché charisma ho postupně přivedou do nejvyšších hudebních kruhů, kde naváže vztahy s významnými osobnostmi, včetně slavných pěvkyň a šlechticů, a jeho opery se začnou uvádět na prestižních scénách. V roce 1770 se v Bologni setkává s mladým Mozartem. Během sedmdesátých let 18. století je nejplodnější a skládá řadu děl v žánru italské opery. I když mu nemoc začíná ničit tělo i obličej, jeho kariéra dosahuje vrcholu premiérou jeho opery Olimpiade v Neapoli v roce 1778.

## Obsazení
| Vojtěch Dyk        | Josef Mysliveček                          |
| Barbara Ronchi     | Caterina Gabrielli                        |
| Lana Vlady         | Anna Fracassatti                          |
| Philip Hahn        | Wolfgang Amadeus Mozart – dítě            |
| Emöke Baráth       | operní pěvkyně                            |
| Raffaella Milanesi | operní pěvkyně                            |
| Krystian Adam      | operní pěvec tenor Anton Raaff            |
| Salvatore Langella | hrabě di San Paolo                        |
| Juan Sancho        | operní pěvec                              |
| Diego Pagotto      | Orfeo Crispi                              |
| Jenovéfa Boková    |                                           |
| Karel Roden        | milenec benátské markýzy, host na orgiích |
| Zdeněk Godla       | sázející muž s turbanem v herně           |

Titulní úlohu Josefa Myslivečka měl původně ztvárnit ruský herec Jegor Koreškov, ten se však z produkčních důvodů nemohl účastnit některých termínů, a proto tvůrci oslovili Vojtěcha Dyka, který se kvůli roli začal mimo jiné učit italsky. Kromě něj se z českých aktérů ve filmu objevuje například Karel Roden nebo Zdeněk Godla. Slavnou pěvkyni Caterinu Gabrielli, s níž Mysliveček často spolupracoval, ve filmu ztvárňuje italská herečka Barbara Ronchi; zpěvní hlas jí propůjčila sopranistka Simona Šaturová.

## Scénář
Petr Václav je také autorem scénáře a film připravoval deset let. Jeho vzniku předcházela precizní odborná příprava a spolupráce s předními odborníky na tvorbu a život Josefa Myslivečka, například s americkým muzikologem Danielem E. Freemanem či českým hudebním historikem Stanislavem Bohadlem. Děj je založen na skladatelových korespondencích, skutečných událostech, vyčtených historkách, ale i některých fabulacích jako údajné nakažení pohlavní chorobou či četné milostné vztahy.
Scénář k filmu vznikl i díky grantu francouzské vlády, jehož součástí je stipendium v římské Ville Medici. Petr Václav díky tomu mohl strávit rok v Itálii, kde se pokusil v archivech dohledat veškeré zmínky o Josefu Myslivečkovi a také přesně zmapovat místa jeho italského pobytu.

## Lokace
Film se natáčel v České republice (Praha, Jaroměřice nad Rokytnou, Plasy, Brno, Bučovice) a zejména v bohatě zdobených hradech a zámcích, palácích, vilách, divadlech a operních domech v pevninské Itálii (Benátky, Como, Janov, Řím, Neapol) i na Sicílii (Palermo).

## Hudba ve filmu
Poměrně značný prostor je ve filmu věnován operním vystoupením, která jsou, dle tvůrců, klíčem k Myslivečkově osobnosti. Jeho hudbu ve filmu hraje český barokní soubor Collegium 1704 pod vedením dirigenta Václava Lukse za účasti předních operních pěvců: Philippe Jaroussky, Simona Šaturová, Raffaella Milanesi, Emöke Baráth, Juan Sancho, Krystian Adam, Sophie Harmsen a Benno Schachtner. CD s hudbou z filmu vyšlo v roce 2023.

## Doprovodná akce
V den české premiéry byla v Clam-Gallasově paláci otevřena výstava Josef Mysliveček, detto Il Boemo (1737–1781); návštěvníky seznámila se skladatelovým životním příběhem, kulturou a hudební tvorbou druhé půlky osmnáctého věku. Přiblížila jim tehdejší Prahu, kterou Mysliveček opustil, aby se stal operním skladatelem; k vidění byly i filmové kostýmy a paruky.

## Odborná spolupráce
Jako odborní poradci se na přípravách filmu podíleli muzikologové Stanislav Bohadlo, Daniel E. Freeman a hudebním poradcem byl dirigent Václav Luks.

## Dokumentární filmZpověď zapomenutého
V dubnu roku 2015 měl premiéru Václavův dokumentární film o Josefu Myslivečkovi Zpověď zapomenutého.

## Ocenění
Film získal šest cen Český lev za rok 2022:
- nejlepší celovečerní hraný film: Jan Macola
- nejlepší režie: Petr Václav
- nejlepší zvuk: Daniel Němec, Francesco Liotard
- nejlepší scénografie: Irena Hradecká, Luca Servino
- nejlepší kostýmy: Andrea Cavalletto
- nejlepší masky: Andrea McDonald

## Recenze
- Věra Míšková, Právo  80 %[14]
- Petr Fischer, Aktuálně.cz[15]
- Martin Horička, .tyždeň[16]